# Región de Ennedi Oeste
Ennedi Oeste es una de las 23 regiones de la República del Chad. Su capital es Fada.
Fue creada el 4 de septiembre de 2012 por la división de la región de Ennedi en dos regiones independientes.

## Subdivisiones
La región de Ennedi Oeste está subdividida en 2 departamentos:
| Departamento | Capital | Subprefecturas                          |
| ------------ | ------- | --------------------------------------- |
| Fada         | Fada    | Fada, Gouro, Ounianga Kébir, Tébi, Nohi |
| Mourtcha     | Kalait  | Kalait, Torboul                         |